# Igor Badamszyn
Igor Gajnachmietowicz Badamszyn (ros. Игорь Гайниахметович Бадамшин, ur. 12 czerwca 1966 w Lesnoj, zm. 24 stycznia 2014 w Hayward) – radziecki i rosyjski biegacz narciarski, brązowy medalista mistrzostw świata.

## Kariera
Igrzyska olimpijskie w Lillehammer w 1994 roku były pierwszymi i zarazem ostatnimi w jego karierze. Zajął tam 14. miejsce w biegu na 50 km techniką klasyczną oraz 26. miejsce na dystansie 30 km techniką dowolną.
W 1989 roku wystartował na mistrzostwach świata w Lahti zajmując piąte miejsce w biegu na 50 km stylem dowolnym. Dwa lata później, podczas mistrzostw świata w Val di Fiemme jego najlepszym wynikiem indywidualnym było ósme miejsce w biegu na 10 km stylem klasycznym, był też piąty w sztafecie. Swój największy sukces osiągnął na mistrzostwach w Falun w 1993 roku, gdzie wspólnie z Andriejem Kiriłłowem, Aleksiejem Prokurorowem i Michaiłem Botwinowem wywalczył brązowy medal w sztafecie. Na tych samych mistrzostwach zajął także piąte miejsce na dystansie 30 km techniką klasyczną. Wystąpił także na mistrzostwach świata w Thunder Bay zajmując 26. miejsce w biegu na 50 km techniką dowolną. Na kolejnych mistrzostwach świata już nie startował.
Najlepsze wyniki w Pucharze Świata uzyskał w sezonie 1989/1990, kiedy to zajął 15. miejsce w klasyfikacji generalnej. Tylko raz stanął na podium zawodów Pucharu Świata zajmując drugie miejsce. W 1997 roku zakończył karierę.
Jego żoną była rosyjska biegaczka narciarska, Nina Gawriluk.

## Osiągnięcia

### Igrzyska olimpijskie
| Miejsce | Dzień     | Rok  | Miejscowość | Konkurencja             | Czas biegu | Strata  | Zwycięzca        |
| ------- | --------- | ---- | ----------- | ----------------------- | ---------- | ------- | ---------------- |
| 26.     | 14 lutego | 1994 | Lillehammer | 30 km stylem dowolnym   | 1:12:26,4  | +6:23,5 | Thomas Alsgaard  |
| 14.     | 27 lutego | 1994 | Lillehammer | 50 km stylem klasycznym | 2:07:20,3  | +4:59,4 | Władimir Smirnow |

### Mistrzostwa świata
| Miejsce | Dzień     | Rok  | Miejscowość   | Konkurencja             | Czas biegu | Strata  | Zwycięzca                     |
| ------- | --------- | ---- | ------------- | ----------------------- | ---------- | ------- | ----------------------------- |
| 5.      | 26 lutego | 1989 | Lahti         | 50 km stylem dowolnym   | 2:15:24,9  | +2:08,6 | Gunde Svan                    |
| 13.     | 7 lutego  | 1991 | Val di Fiemme | 30 km stylem klasycznym | 1:16:12,4  | +2:21,9 | Gunde Svan                    |
| 8.      | 11 lutego | 1991 | Val di Fiemme | 10 km stylem klasycznym | 25:55,0    | +25,8   | Terje Langli                  |
| 5.      | 15 lutego | 1991 | Val di Fiemme | Sztafeta 4 × 10 km      | 1:39:47,3  | +2:49,2 | Norwegia                      |
| 5.      | 20 lutego | 1993 | Falun         | 30 km stylem klasycznym | 1:17:33,6  | +47,9   | Bjørn Dæhlie                  |
| 31.     | 22 lutego | 1993 | Falun         | 10 km stylem klasycznym | 24:51,6    | +1:37,2 | Sture Sivertsen               |
| 26.     | 24 lutego | 1993 | Falun         | 10+15 km pościgowy      | 1:01:45,0  | +3:12,6 | Bjørn Dæhlie Władimir Smirnow |
| 3.      | 26 lutego | 1993 | Falun         | Sztafeta 4 × 10 km      | 1:44:14,9  | +12,3   | Norwegia                      |
| 33.     | 28 lutego | 1993 | Falun         | 50 km stylem dowolnym   | 2:03:36,8  | +8:47,8 | Torgny Mogren                 |
| 26.     | 19 marca  | 1995 | Thunder Bay   | 50 km stylem dowolnym   | 1:56:36,0  | +7:31,0 | Silvio Fauner                 |

### Puchar Świata

#### Miejsca w klasyfikacji generalnej
- sezon 1988/1989: 18.
- sezon 1989/1990: 15.
- sezon 1990/1991: 23.
- sezon 1992/1993: 18.
- sezon 1993/1994: 37.
- sezon 1994/1995: 80.
- sezon 1995/1996: 58.

#### Miejsca na podium
| Nr | Dzień      | Rok  | Miejscowość | Konkurencja             | Czas biegu | Pozycja | Strata | Zwycięzca    |
| -- | ---------- | ---- | ----------- | ----------------------- | ---------- | ------- | ------ | ------------ |
| 1. | 17 grudnia | 1989 | Calgary     | 50 km stylem klasycznym | ?          | 2       | ?      | Jochen Behle |